# Pipestone (Minnesota)
Pipestone – miasto (city), ośrodek administracyjny hrabstwa Pipestone, w południowo-zachodniej części stanu Minnesota, w Stanach Zjednoczonych, położone na płaskowyżu Coteau des Prairies. W 2013 roku miasto liczyło 4157 mieszkańców. 
Na obszarze tym od ok. XI-XII wieku różne plemiona Indian Wielkich Równin, w szczególności Siuksowie, wydobywali czerwony kamień (katlinit), który wykorzystywany był do wytwarzania obrzędowych fajek (kalumetów). Nazwa miasta jest jednocześnie jedną z angielskich nazw tego kamienia (dosłownie znaczy „kamień fajkowy”).
W 1836 roku miejsce to odwiedził malarz George Catlin, który uwiecznił je w swoich dziełach. W 1873 roku przybyli tutaj pierwsi europejscy osadnicy, a w 1879 roku zbudowana została pierwsza linia kolejowa. Osada wkrótce stała się ośrodkiem handlu wydobywanym w tutejszych kamieniołomach kwarcytem, rozwinęło się także rolnictwo. Pipestone formalnie założone zostało w 1881 roku, 20 lat później miejscowość otrzymała prawa miejskie. 
Gospodarka miasta w dużej mierze opiera się na rolnictwie (uprawa kukurydzy i soi, hodowla owiec i świń), choć istotną rolę odgrywa także przemysł mięsny, produkcja łodzi i turystyka. Dawne kamieniołomy katlinitu są obecnie pomnikiem narodowym (Pipestone National Monument).